# 아날라망가구

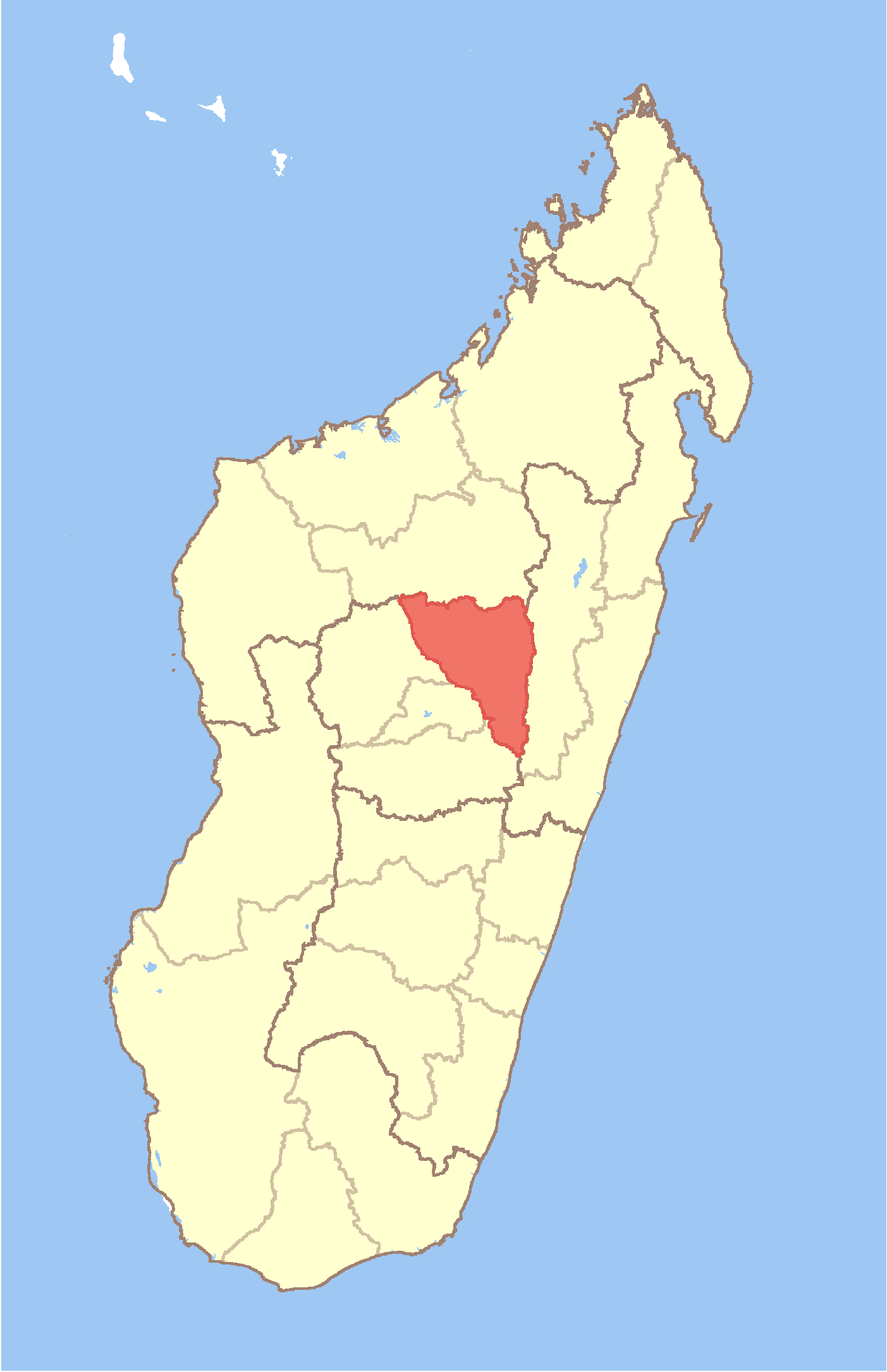
아날라망가 구의 위치

아날라망가구(말라가시어: Analamanga)는 마다가스카르 중부에 위치한 구로 행정 중심지는 마다가스카르의 수도인 안타나나리보이며 면적은 16,911km2, 인구는 2,811,500명(2004년 기준)이다. 북쪽으로는 베치보카 구, 서쪽으로는 봉골라바 구와 이타시 구, 동쪽으로는 알라오트라망고로 구, 남쪽으로는 바키낭카라트라 구와 접한다. 8개 현을 관할한다.

## 같이 보기
- 안타나나리보주